# Gunnm
Gunnm (銃夢, Ganmu, lit. "Arma dos Sonhos") ou erro em {{japonês}}: Texto em japonês ou romaji necessário (ajuda) é um mangá cyberpunk criado por Yukito Kishiro e publicado originalmente na revista Business Jump da Shueisha de 1990 a 1995. O segundo dos nove volumes da história em quadrinhos foi adaptado em 1993 em uma animação em OVA em duas partes intitulada Battle Angel para lançamento na América do Norte pela ADV Films e lançamento no Reino Unido e Austrália pela Manga Entertainment. Manga Entertainment também chamou de Battle Angel Alita em inglês. Uma adaptação para o cinema live-action intitulada Alita: Battle Angel foi lançada em 14 de fevereiro de 2019.
A série se passa no futuro pós-apocalíptico e se concentra em Alita ("Gally" na versão original em japonês, e em vários outros países), uma ciborgue feminina que perdeu todas as memórias e é encontrada em um ferro-velho por um médico cibernético que reconstrói e cuida dela. Ela descobre que há uma coisa que ela lembra, a lendária arte marcial ciborgue Panzer Kunst, que a leva a se tornar uma guerreira caçadora, ou caçadora de recompensas. A história traça as tentativas de Alita de redescobrir seu passado e os personagens cujas vidas ela influencia em sua jornada. A série mangá continua em Gunm: Last Order e Gunm: Mars Chronicle.

## Enredo
Gunnm  conta a história de Alita, uma ciborgue feminina com amnésia. Sua cabeça e seu peito intactos, em animação suspensa, são encontrados pelo especialista em cibermédica Daisuke Ido no depósito de lixo local. Ido consegue reanimá-la e, descobrindo que ela perdeu a memória, dá-lhe o nome de Gally em homenagem ao seu gato recentemente falecido. A reconstruída Gally logo descobre que ela se lembra instintivamente da lendária arte marcial Panzer Kunst, embora ela não se lembre de mais nada. Gally usa seu Panzer Kunst para primeiro se tornar uma caçadora de recompensas matando criminosos ciborgues no Scrapyard, e depois como uma estrela do esporte de gladiador, o Motorball. Durante o combate, Gally desperta memórias de sua vida anterior em Marte. Ela se envolve com a cidade flutuante de Zalem (Tiphares em algumas traduções mais antigas) como um de seus agentes e é enviada para caçar criminosos. Em primeiro lugar está o gênio louco Desty Nova, que tem um relacionamento complexo e em constante mudança com Gally.
O mundo futurístico distópico de Gunnm  gira em torno da cidade de Scrapyard (Kuzutetsu no japonês e em várias outras versões), que cresceu em torno de um enorme monte de sucata que chove de Zalem. Os habitantes do solo não têm acesso a Zalem e são forçados a ganhar a vida na extensão abaixo. Muitos são fortemente modificados pela cibernética para lidar melhor com sua vida difícil.
Zalem explora o Scrapyard e as fazendas vizinhas, pagando caçadores de recompensas (chamados de Hunter-Warriors) para caçar criminosos e organizando esportes violentos para manter a população entretida. Tubos enormes conectam o Scrapyard a Zalem, e a cidade usa robôs para realizar tarefas e fornecer segurança no terreno. Ocasionalmente, Zalemitas (como Daisuke Ido e Desty Nova) são exilados e mandados para o chão. Além dos robôs e exilados, há pouco contato entre as duas cidades.
A história se passa no que já foi o Estados Unidos. De acordo com um mapa, impresso no oitavo volume, Scrapyard / Zalem fica perto de Kansas City, Missouri, e a necrópole é Colorado Springs, Colorado. A Rádio KAOS está em Dallas, Texas. A cidade natal da figura costeira é Alhambra, Califórnia. O Granite Inn de Desty Nova foi construído a partir de uma base militar - NORAD no Complexo da Montanha Cheyenne, Colorado.
Gunnm  é finalmente revelado para acontecer no século 26. A sequência Gunnm: Last Order apresenta uma era do calendário chamada "Era Sputnik", que tem uma época de 1957 DC. A série Gunnm  original começa em ES 577 (DC 2533) e termina em ES 590 (DC 2546), Gunnm : Last Order é principalmente definido em ES 591 (AD 2547), e Gunnm : Mars Chronicle atualmente alterna entre ES 373-374 (AD 2329-2330) e ES 594 (AD 2550).

## Personagens
- Gally (Alita na edição dos Estados Unidos) — Personagem principal da trama, possui cérebro humano, mas seu corpo é robótico (SPOILER: Posteriormente é confirmado que nome real da personagem é Youko, nascida em uma colônia em marte foi acolhida por uma guerreira que lhe ensinou o Panzer Kunst, antiga forma de luta. Serviu como soldado na guerra, capturada foi condenada a ser arremessada na atmosfera, entretanto seu cérebro se manteve intacto, que possibilitou que fosse revivida por Daisuke Ido).
- Daisuke Ido Ido Daisuke (イド・ダイスケ) — Um físico cibernético (cyberfísico), um doutor que é especializado em operações em ciborgues que vive na Cidade do Ferro Velho. Ele é responsável por restaurar Alita após encontrá-la no lixão de Zalem. Ele tem sua segunda profissão como Guerreiro Caçador, um caçador de recompensas. No mangá, ele coloca o nome de Gally ou Alita na garota ciborgue em homenagem a seu gato de estimação falecido há um mês antes de encontrar os restos da garota ciborgue no lixão de Zalem enquanto que no filme live-action, põe em homenagem a sua falecida filha e de sua ex-esposa, Doutora Chiren. Ido considera Alita como sua filha e seu relacionamento prossegue através de algumas etapas como Gally cresce mentalmente e emocionalmente. Como Ido encontrou os restos de Gally pura e imaculada, ele era contra a decisão dela de se tornar uma guerreira caçadora mas depois ele aceita sua decisão. Ele depois aceita as decisões dela de jogar motorball e deixar o ninho após retirar do motorball. Ido mais tarde é quase levado à loucura e apaga sua própria memória depois de descobrir o segredo de Zalem. Daisuke Ido não tem papel ativo em Last Order além de aparecer nos pensamentos de Gally até o arco da Busca de Gally.
- Desty Nova — Um ex-cidadão de Zalem que usou conhecimento cientifico avançado para salvar Makaku e Jashugan, assim como para ressuscitar Ido e Gally (Alita) de estados que normalmente seriam considerados como 'mortos', mesmo neste mundo de convivência com ciborgue. Ele fugiu de Zalém para ter liberdade suficiente para fazer experiências com seres humanos, algo que ele julga necessário em sua pesquisa sobre o carma e capacidade psicológica. Ele injetou em si mesmo nanomáquinas que podem regenerá-lo e dar-lhe uma pseudo-imortalidade. Ele possui conhecimento dos segredos de Zalem, um que pode deixar a maioria de seus cidadãos loucos se divulgado.

## Mídia

### Mangá
O mangá foi publicado pela primeira vez na revista Business Jump da Shueisha. Foi então serializado de 1990 a 1995 em nove tankōbon. Yukito Kishiro mudou-se de Shueisha para Kodansha em agosto de 2010. A empresa adquiriu os direitos de licença para lançar Gunm. Na América do Norte, a Viz Media lançou originalmente a história em uma revista de 25 páginas, após o qual seguiu o mesmo formato de volume de sua contraparte japonesa. Junto com o resto da série, o mangá Battle Angel Alita original de Kishiro foi licenciado para publicação na América do Norte através da Kodansha USA.
Outra série intitulada Gunm Gaiden (銃 夢 外 伝, Ganmu Gaiden) foi publicada no Ultra Jump de 24 de janeiro de 1997 a 19 de dezembro de 2006. Foi lançada em um único volume em 19 de dezembro de 2007. É é composto por quatro contos paralelos: Holy Night, Sonic Finger, Hometown e Barjack Rhapsody. A série foi licenciada pela Kodansha USA, que a publicou digitalmente em 30 de outubro de 2018 e como capa dura em 20 de novembro de 2018.
Uma edição especial de 6 volumes intitulada Gunnm: Complete Edition foi lançada no Japão em 23 de dezembro de 1998. A série foi lançada no formato B5 e contém a história original. Também estão incluídos esboços, uma linha do tempo e os primeiros três contos de Battle Angel Alita: Holy Night & Other Stories.
Um romance foi lançado em 4 de abril de 1997, pela JUMP j-BOOKS, como parte da Shueisha.
De 5 de outubro a 16 de novembro de 2016, Kodansha republicou Gunnm no formato B5. Posteriormente, foi reimpresso em formato A5 a partir de 21 de novembro de 2018.

#### No Brasil
Em 2002, o mangá foi publicado pela primeira vez no país pela editora Opera Graphica como Alita Battle Angel., tratava-se de uma única edição não licenciada. Em 2003, a JBC publicou uma nova versão intitulada Gunnm - Hyper Future Vision, ao todo foram publicadas 18 edições, o dobro da edição japonesa. Em 2017, a editora JBC relançou o título como Battle Angel Alita – Gunnm Hyper Future Vision em uma nova edição especial com mais páginas reunindo todas as histórias em quatro volumes. e em formato digital (e-book) em 9 volumes .
Em 2019, a JBC lançou Battle Angel Alita - Last Order, continuação da série .

### OVA
Um OVA de dois episódios foi lançado em 1993, incorporando elementos do segundo volume do mangá com mudanças nos personagens e no enredo. De acordo com Kishiro, apenas dois episódios foram planejados originalmente. Na época, ele estava muito ocupado com o mangá "para revisar o plano com frieza" e não estava falando sério sobre uma adaptação para o anime. Ele continua sendo a única adaptação para anime de Gunm até o momento e não há planos para revivê-lo.

Um clipe de filme renderizado em 3D-CGI de 3 minutos está incluído no volume 6 do Gunnm japonês: Edição completa (1998). Ele mostra Gally em uma corrida de Motorball da Terceira Liga com jogadores de duas de suas corridas, como "Armor" Togo, Degchalev e Valdicci, e retrata eventos de ambas as corridas. 

### Adaptação em filme live-action
O diretor James Cameron tinha os direitos para a adaptação do filme Gunnm (Battle Angel Alita). Foi originalmente comprado para a atenção de Cameron por Guillermo del Toro. Cameron disse ser um grande fã de mangá e estava esperando que a tecnologia em computação gráfica fosse suficientemente avançado para fazer um filme live action em 3D com efeitos comparados a Avatar.
Alita foi originalmente agendada para ser sua próxima produção após a série de TV Dark Angel, que foi influenciado por Battle Angel Alita. Após Avatar, ele estatizou que deveria trabalhar nas sequências de Avatar antes de iniciar Alita.
O produtor de Cameron, Jon Landau disse: "Eu tenho certeza que você conseguirá ver Battle Angel. É uma das minhas histórias favoritas, uma história da jornada de uma jovem garota para auto-descobrir. É um filme que pergunta a questão: O que significa ser humano? Você é humano se você tem coração, cérebro ou alma? Estou ansioso para dar ao público o filme."
O filme de Cameron deveria ser uma adaptação em live action dos primeiros quatro volumes. "O que vou fazer é levar a história da coluna e usar elementos dos quatro primeiros livros. Então, o Motorball dos livros 3 e 4, e partes da história dos livros 1 e 2, todos estarão no filme."
Em outubro de 2015, foi relatado que Robert Rodriguez dirigirá o filme com Cameron e Landau na produção. Em 26 de abril de 2016, ambas as revistas The Hollywood Reporter e Variety relataram que Maika Monroe, Rosa Salazar, Zendaya e Bella Thorne estavam na corrida para o papel principal. Próximo do fim de maio de 2016, Salazar foi escalada como Alita. O filme estava agendado para estrear em 20 de julho de 2018. Em 7 de fevereiro de 2017, a revista The Hollywood Reporter relatou que Jennifer Connelly estaria juntando ao elenco como uma das vilãs. No dia 8 de dezembro, o primeiro trailer de Alita - Anjo de Combate foi lançado para o público. Foi relatado pelo site JoBlo.com em fevereiro de 2018 que o filme foi adiado para 21 de dezembro do mesmo ano. No mês de setembro, foi anunciado que o filme novamente foi adiado para 14 de fevereiro de 2019. em ordem de permitir "mais espaço para crescer nas bilheterias", como também evitar competição com Aquaman da Warner Bros, Bumblebee da Paramount e Bem-Vindo a Marwen da Universal.

### Romance tie-in
Em novembro de 2018, a Titan Books publicou Alita: Battle Angel — Iron City, um romance anterior ao filme. O romance foi escrito por Pat Cadigan, um notável autor de ficção científica.

### Videogame
Gunnm: Martian Memory é um  RPG de ação para PlayStation da Banpresto. É uma adaptação do mangá, seguindo Alita (Gally) desde sua descoberta no lixão de Zalem por Daisuke Ido até e além de sua carreira como agente TUNED. A história inclui elementos adicionais que Kishiro havia concebido quando terminou o mangá original em 1995, mas não foi capaz de implementar na época, o que envolvia Alita indo para o espaço sideral. Ele então expandiu a história, que formou a base para o mangá Gunm: Last Order.

### Trabalhos relacionados
Ashen Victor, uma história ambientada seis anos antes do início de Gunm. Principalmente conta a história de um jogador de Motorball e define a evolução do jogo no que ele se torna na série Gunm.
Last Order, uma continuação de gubm, publicado mensalmente na Ultra Jump e mais tarde na  Evening.
Mars Chronicle, uma continuação de Last Order, publicado na  Evening.

## Ver Também
- Ergo Proxy
- Serial Experiments Lain
- Cyberpunk